# Ли Кан Ин
Ли Кан Ин (кор. 이강인?, 李剛仁?; 19 февраля 2001, Инчхон) — южнокорейский футболист, атакующий полузащитник французского клуба «Пари Сен-Жермен» и национальной сборной Республики Корея.

## Клубная карьера
Ли Кан Ин выступал в академии испанского футбольного клуба «Валенсия» с июля 2011 года. В июле 2018 года подписал с клубом контракт до лета 2022 года с опцией выкупа в размере 80 млн евро. В основном составе «летучих мышей» дебютировал 30 октября 2018 года в матче Кубка Испании против клуба «Эбро». 12 января 2019 года дебютировал в Ла Лиге, выйдя на замену Денису Черышеву в матче против «Реал Вальядолид». На тот момент ему было 17 лет, 10 месяцев и 24 дня и он стал вторым самым молодым игроком в истории турнира, а также самым молодым иностранцем, дебютировавшим в Ла Лиге.
8 июля 2023 года Ли Кан Ин перешёл в «Пари Сен-Жермен», подписав контракт до 30 июня 2028 года. 12 августа футболист дебютировал в составе нового клуба в игре с «Лорьяном». 25 октября Ли Кан Ин забил свой первый гол в Лиге чемпионов УЕФА в победном матче с итальянским «Миланом».

## Карьера в сборной
За сборную Южной Кореи
Ли Кан Ин дебютировал 5 сентября 2019 года против сборной Грузии (2:2), где он отыграл 45 минут. Любопытно то, что дебютный матч он сыграл всего в возрасте 18 лет 6 месяцев и 17 дней, став третьим самым молодым дебютантом за сборную Южной Кореи. Отдал голевую на Чо Гю Сона в матче против сборной Ганы во время 2 тура чемпионата мира по футболу 2022. Дебютный гол (дубль) забил в ворота сборной Туниса 13 октября 2023 года.

## Клубная статистика
| Выступление      | Выступление      | Выступление      | Лига | Лига | Кубок | Кубок | Еврокубки | Еврокубки | Другие | Другие | Итого | Итого |
| Клуб             | Лига             | Сезон            | Игры | Голы | Игры  | Голы  | Игры      | Голы      | Игры   | Голы   | Игры  | Голы  |
| ---------------- | ---------------- | ---------------- | ---- | ---- | ----- | ----- | --------- | --------- | ------ | ------ | ----- | ----- |
| Валенсия         | Примера          | 2018/19          | 3    | 0    | 6     | 0     | 2         | 0         | 0      | 0      | 11    | 0     |
| Валенсия         | Примера          | 2019/20          | 17   | 2    | 2     | 0     | 5         | 0         | 0      | 0      | 24    | 2     |
| Валенсия         | Примера          | 2020/21          | 24   | 0    | 3     | 1     | 0         | 0         | 0      | 0      | 27    | 1     |
| Валенсия         | Итого            | Итого            | 44   | 2    | 11    | 1     | 7         | 0         | 0      | 0      | 62    | 3     |
| Мальорка         | Примера          | 2021/22          | 30   | 1    | 4     | 0     | 0         | 0         | 0      | 0      | 34    | 1     |
| Мальорка         | Примера          | 2022/23          | 36   | 6    | 3     | 0     | 0         | 0         | 0      | 0      | 39    | 6     |
| Мальорка         | Итого            | Итого            | 66   | 7    | 7     | 0     | 0         | 0         | 0      | 0      | 73    | 7     |
| Пари Сен-Жермен  | Лига 1           | 2023/24          | 23   | 3    | 3     | 0     | 9         | 1         | 1      | 1      | 36    | 5     |
| Пари Сен-Жермен  | Лига 1           | 2024/25          | 28   | 6    | 3     | 0     | 11        | 0         | 1      | 0      | 43    | 6     |
| Пари Сен-Жермен  | Итого            | Итого            | 51   | 9    | 6     | 0     | 20        | 1         | 2      | 1      | 79    | 11    |
| Всего за карьеру | Всего за карьеру | Всего за карьеру | 161  | 18   | 24    | 1     | 27        | 1         | 2      | 1      | 214   | 21    |

## Достижения

### Командные
«Валенсия»
- Обладатель Кубка Испании: 2018/19

«Пари Сен-Жермен»
- Чемпион Франции (2): 2023/24, 2024/25
- Обладатель Кубка Франции (2): 2023/24, 2024/25
- Обладатель Суперкубка Франции (2): 2023, 2024
- Победитель Лиги чемпионов УЕФА: 2024/25
- Обладатель Суперкубка УЕФА: 2025

### Личные
- Вошёл в символическую сборную Турнира в Тулоне: 2018[11]